# Adam Głuszek
Adam Głuszek (ur. 1946 w Dąbrowicach, zm. 18 lipca 2017) – księżacki twórca ludowy, rzeźbiarz i malarz. Animator życia kulturalnego w rodzinnych Dąbrowicach, od 1987 r. członek Stowarzyszenia Twórców Ludowych. Posługiwał się gwarą księżacką.

## Życiorys
Urodził się i pracował w Dąbrowicach pod Skierniewicami w południowo-zachodniej części księstwa łowickiego. Pierwsze rzeźby zaczął wykonywać jako mały chłopiec. Zaniechał działalność artystyczną w latach szkolnych, powrócił do niej dopiero w 1973 r. Szczególnie upodobał sobie wizerunki ptaków, które obserwował w dzieciństwie pasąc owce i krowy. Oprócz tego tworzył m.in. rzeźby sakralne oraz sceny związane z obrzędowością; malował też na desce. Jego twórczość była ściśle związana ze sztuką ludową regionu łowickiego.
Pierwszy sukces odniósł w 1983 r., kiedy zdobył nagrodę w konkursie Współczesna łowicka sztuka ludowa. W swoim gospodarstwie, w XIX-wiecznej jednoizbowej chałupie założył Muzeum kultury zachodnio-południowej części Księstwa Łowickiego obejmujące obszerną kolekcję z zakresu kultury materialnej Księżaków. W 1987 zastał przyjęty do Stowarzyszenia Twórców Ludowych. Jego liczne prace znalazły się w zbiorach m.in. Muzeum w Łowiczu oraz Muzeum Regionalnego im. Władysława Stanisława Reymonta w Lipcach Reymontowskich.
Zmarł 18 lipca 2017 roku. Jego twórczość jest kontynuowana przez dzieci i wnuki, głównie córkę Agnieszkę Głuszek-Nowicką.

## Nagrody i odznaczenia
- Zasłużony Działacz Kultury, 2002
- Srebrny Krzyż Zasługi, 2001
- Nagroda im. Oskara Kolberga, 2002
- Brązowy Medal „Zasłużony Kulturze Gloria Artis”, 2006
- Zasłużony dla Kultury Polskiej, 2010
- Złoty Krzyż Zasługi, 2010
- Gwiozda Łowicko, 2014